# Settimana Internazionale 2008
Die 21. Settimana Internazionale fand vom 25. bis 29. März 2008 statt. Das Radrennen wurde in vier Etappen und zwei Halbetappen über eine Distanz von 825,1 Kilometern ausgetragen.

## Etappen
| Etappe     | Tag      | Start – Ziel                     | km    | Etappensieger     | Führender         |
| ---------- | -------- | -------------------------------- | ----- | ----------------- | ----------------- |
| 1a. Etappe | 25. März | Riccione – Riccione              | 89,2  | Francesco Chicchi | Francesco Chicchi |
| 1b. Etappe | 25. März | Misano Adriatico (MZF)           | 11,8  | Liquigas          | Francesco Chicchi |
| 2. Etappe  | 26. März | Castel San Pietro Terme – Faenza | 175,6 | Niklas Axelsson   | Stefano Garzelli  |
| 3. Etappe  | 27. März | Scandiano – Pavullo nel Frignano | 192   | Cadel Evans       | Cadel Evans       |
| 4. Etappe  | 28. März | Rio Saliceto – Finale Emilia     | 182,4 | Francesco Chicchi | Cadel Evans       |
| 5. Etappe  | 29. März | Castellarano – Sassuolo          | 174,1 | Emanuele Sella    | Cadel Evans       |